# رومیا (کشتی)
رومیا (کشتی) (به انگلیسی: Rumija (ship)) یک کشتی بود که طول آن 47.78 metres بود.